# Matjiesfontein
Matjiesfontein este un oraș din provincia Wes-Kaap, Africa de Sud.